# San Jose de Buenavista
San Jose là một đô thị cấp hai ở tỉnh Antique, Philippines. It is the capital municipality of Antique. Theo điều tra dân số năm 2015, đô thị này có dân số 62.534 người trong.

## District
Về mặt hành chính, San Jose được chia thành 28 barangay hay barrio.
 Lưu trữ ngày 27 tháng 3 năm 2009 tại Wayback Machine
| - Atabay - Badiang - Barangay 1 (Población) - Barangay 2 (Población) - Barangay 3 (Población) - Barangay 4 (Población) - Barangay 5 (Población) - Barangay 6 (Población) - Barangay 7 (Población) - Barangay 8 (Población) - Bariri - Bugarot (Catungan-Bugarot) - Cansadan (Cansadan-Tubudan) - Durog | - Funda-Dalipe - Igbonglo - Inabasan - Madrangca - Magcalon - Malaiba - Maybato Norte - Maybato Sur - Mojon - Pantao - San Angel - San Fernando - San Pedro - Supa |

The most commonly spoken language in the province of Antique is Kinaray-a.
Please visit [www.sanjose-antique.gov.ph] for more information...